# Basilica di San Giovanni Bosco (Rom)

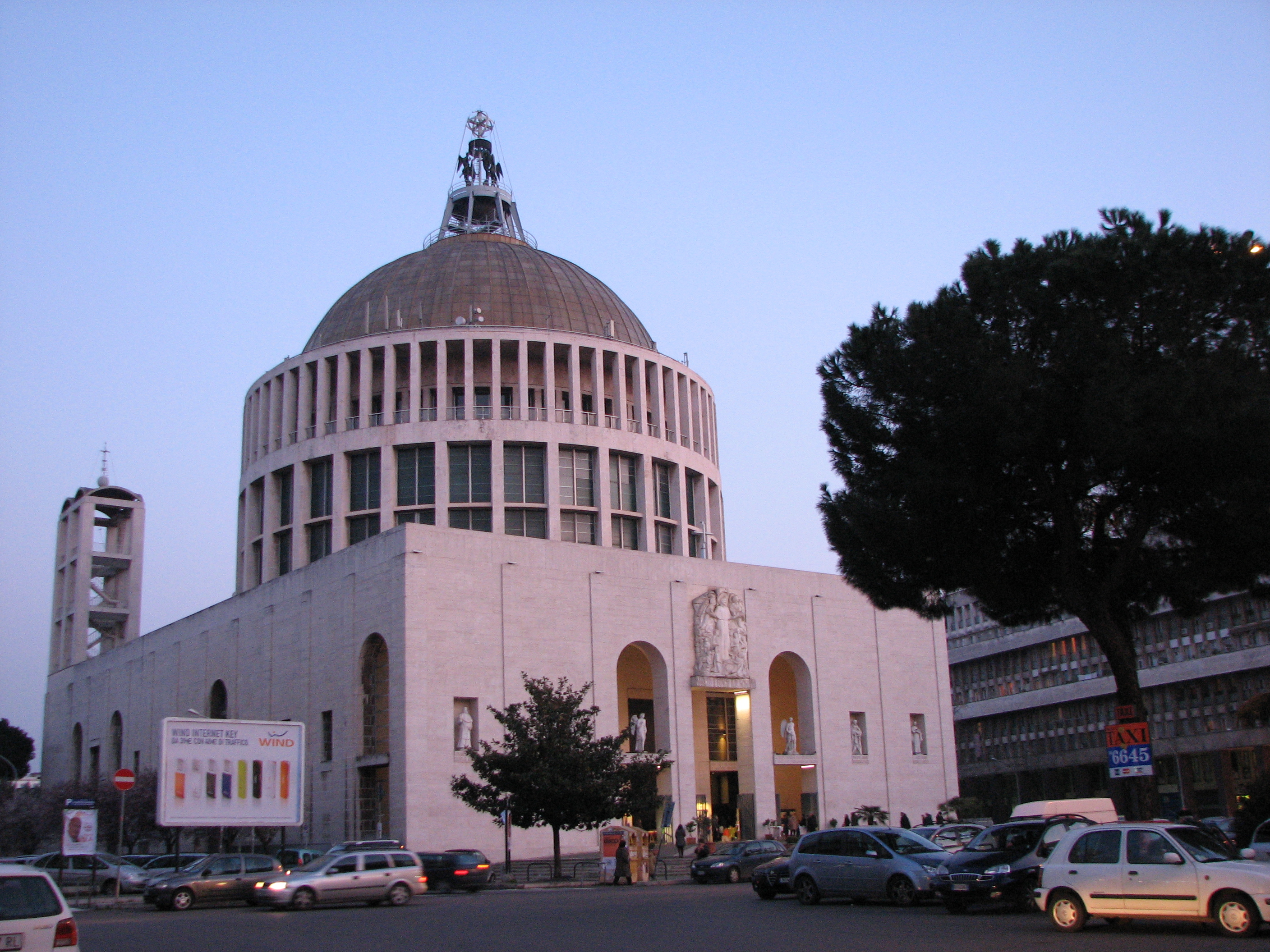
San Giovanni Bosco

Die Basilika San Giovanni Bosco ist eine römisch-katholische Kirche in Rom. Die Kirche im Quartier Don Bosco im Stadtteil Cinecittà gehört zum Bistum Rom. Es handelt sich um die dem Durchmesser nach drittgrößte Kuppelkirche unter den römischen Kirchen nach dem Pantheon und dem Petersdom.

## Geschichte
Die Kirche wurde vom 12. September 1952 bis 1964 durch den sizilianischen Architekten Gaetano Rapisardi konstruiert, nachdem dieser den Wettbewerb der Salesianer Don Boscos gewonnen hatte.
Den Grundstein legte der Kardinalvikar des Bistums Rom Clemente Micara am 12. September 1952, doch die eigentlichen Arbeiten begannen erst im Jahr darauf.
Die zugehörige Pfarrei wurde durch Micara am 7. November 1953 errichtet und den Salesianern übergeben.
Die Weihe der Kirche fand am 2. Mai 1959 durch den Kardinal Benedetto Aloisi Masella, Kardinalprotektor der Salesianer Don Boscos, statt. Bereits am Tag danach besuchte sie Papst Johannes XXIII., um vor der eigens für diesen Tag von Turin nach Rom gebrachten Urne des heiligen Don Bosco zu beten.
Papst Paul VI. erhob die Kirche mit der Apostolischen Konstitution Romana haec sedes vom 5. Februar 1965 zur Titeldiakonie mit dem Namen San Giovanni Bosco in via Tuscolana. Am 20. November 1965 wurde sie durch das Apostolische Schreiben Adulescentium patris unter die Basiliken aufgenommen.
Seit dem 20. November 2010 hat der Kardinaldiakon Robert Sarah die Titeldiakonie inne.

## Architektur und Kunst
Die Erscheinung der Kirche wird durch ihre zwei Kuppeln geprägt, von denen die größere einen Durchmesser von 40 Metern hat. Auf ihr steht ein Bronzewerk von Alessandro Monteleone, bestehend aus vier jeweils drei Meter hohen Engeln, die eine Krone mit Kreuz tragen.
Die Fassade von Arturo Dazzi zeigt die Apotheose des heiligen Johannes Bosco, versehen mit der lateinischen Inschrift: Sancto J. Bosco A. D. MCMLVIII. Zu seiner Rechten und Linken stehen sechs Marmorstatuen: die Erzengel Michael und Gabriel (von Ercole Drei), die Heiligen Franz von Sales und Giuseppe Cafasso (von Giovanni Amoroso und Antonio Venditti), sowie die Päpste Pius IX. und Pius XI. (von Francesco Nagni).
Die Kirche hat zwei symmetrische Glockentürme, von denen allerdings nur einer das Glockenwerk trägt, eins der größten Roms. Es wurde 1957 von der Glockengießerei Colbachini aus Bassano del Grappa gefertigt.
Der Kreuzweg wurde von Venanzo Crocetti geschaffen, die Kuppelmosaiken von Augusto Ranocchi. Weitere beteiligte Künstler sind Marcello Avenali, Lorenzo Bigotti, Bruno Saetti, Rolando Monti, Virgilio Guzzi, Alessandro Monteleone, Luigi Venturini, Michele Gorrisi, Emilio Greco, Paolo Crida, Goffredo Verginelli, Baccio Maria Bacci, Attilio Torresini, Lorenzo Gigotti, Enrico Martini, Antonio Biggi, Primo Conti, Tommaso Bartolini, Mario Caffaro Rore, Emilio Notte, Oddo Aliventi, Silvio Consadori und Enzo Assenza.
Das ursprüngliche Presbyterium von Luigi Montanarini wurde 1992 durch Costantino Ruggeri modernisiert. Es wird im unteren Teil weiterhin von einem 100 Quadratmeter großen Mosaik von Giovanni Brancaccio geprägt, das die Glorie di San Giovanni Bosco darstellt.
Der Tabernakel hinter dem Hochaltar wurde von Pericle Fazzini gestaltet.

## Orgel

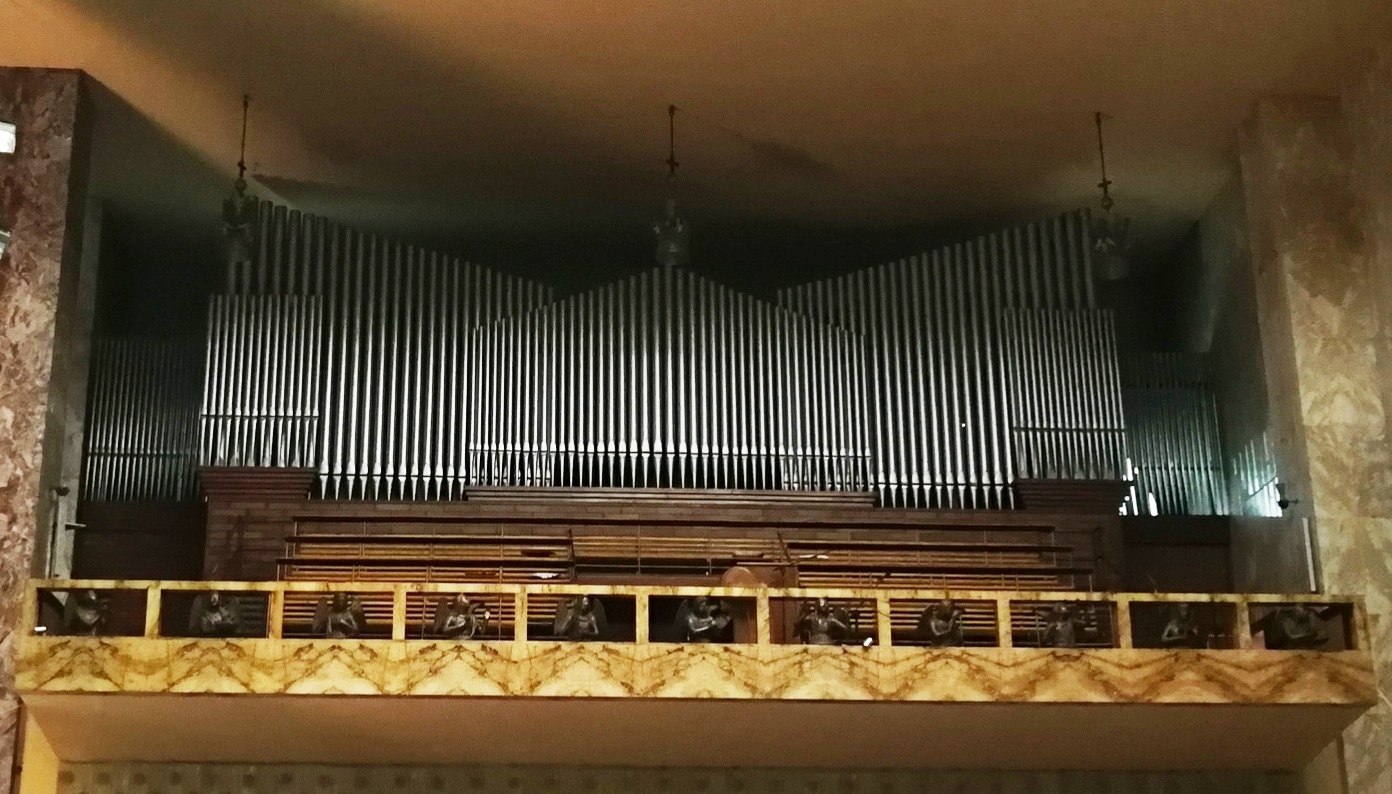
Orgel

Die Orgel auf der Sängertribüne wurde 1958–1959 von der Orgelbaufirma Tamburini erbaut. Das Instrument hat 80 Register (5.274 Pfeifen) auf vier Manualwerken und Pedal. Die Trakturen sind elektrisch.:
| I Positivo Espressivo C–c4 |        |
| Principale                 | 8′     |
| Cor de nuit                | 8′     |
| Flauto dolce               | 8′     |
| Viola dolce                | 8′     |
| Salicionale                | 8′     |
| Fugara                     | 4′     |
| Spitzflöte                 | 4′     |
| Nazardo                    | 2 ⁄3′  |
| Flagioletto                | 2′     |
| Tierce                     | 1 3⁄5′ |
| Armonia eterea V           |        |
| Corno francese             | 8′     |
| Cromorno                   | 8′     |
| Flauto celeste             | 8′     |
| Cornetto                   |        |
| Sesquialtera               |        |
| Tremolo                    |        |

| Campane         |
| Forte Campane   |
| Sordina Campane |
| Campane Ped.    |
| Campane III     |

| II Grand'Organo C–c4 |        |
| Diapason             | 16′    |
| Diapason Primo       | 8′     |
| Diapason secondo     | 8′     |
| Principale dolce     | 8′     |
| Corno camoscio       | 8′     |
| Flauto armonico      | 8′     |
| Bordone              | 8′     |
| Ottava diapason      | 4′     |
| Ottava dolce         | 4′     |
| Flauto camino        | 4′     |
| Decimaseconda        | 2 ⁄3′  |
| Doublette            | 2′     |
| Decimasettima        | 1 3⁄5′ |
| Ripieno grave III    |        |
| Ripieno acuto V      |        |
| Cimbalo V            |        |
| Cornetto III         |        |
| Fagotto              | 16′    |
| Tromba               | 8′     |
| Clarone              | 4′     |
| Voce umana           | 8′     |

| III Espressivo C–c4 |       |
| Bordone             | 16′   |
| Tibia Major         | 8′    |
| Principale geigen   | 8′    |
| Eufonio             | 8′    |
| Flauto traverso     | 8′    |
| Viola da gamba      | 8′    |
| Ottava              | 4′    |
| Flauto armonico     | 4′    |
| Flauto in XII       | 2 ⁄3′ |
| Silvestre           | 2′    |
| Doublette           | 2′    |
| Plein jeu V         |       |
| WaldHorn            | 16′   |
| Tromba armonica     | 8′    |
| Oboe                | 8′    |
| Gran Tuba mirabilis | 8′    |
| Tuba                | 4′    |
| Voce celeste        | 8′    |
| Concerto viole V    |       |
| Tremolo             |       |

| Pedale C–g1          |         |
| Subbasso acustico    | 32′     |
| Contrabbasso violone | 16′     |
| Contrabbasso dolce   | 16′     |
| Diapason             | 16′     |
| Principale doppio    | 16′     |
| Subbasso             | 16′     |
| Bordone              | 16′     |
| Quinta               | 10 2⁄3′ |
| Bordone              | 8′      |
| Violoncello          | 8′      |
| Basso                | 8′      |
| Ottava forte         | 4′      |
| Quinta               | 5 1⁄3′  |
| Flauto               | 4′      |
| Bombarda             | 16′     |
| Tromba               | 16′     |
| Waldhorn             | 16′     |
| Tromba               | 8′      |
| Tromba dolce         | 8′      |
| Chiarina             | 4′      |